# Hydrochasma garvinorum
Hydrochasma garvinorum är en tvåvingeart som beskrevs av Wayne N. Mathis och Tadeusz Zatwarnicki 2010. Hydrochasma garvinorum ingår i släktet Hydrochasma och familjen vattenflugor. Inga underarter finns listade i Catalogue of Life.